# Jello Biafra
Jello Biafra, właśc. Eric Boucher (ur. 17 czerwca 1958 w Boulder) – amerykański muzyk, wokalista, autor tekstów, poeta, najbardziej znany jako lider punkowo-hardcore’owego zespołu Dead Kennedys. Pseudonim Jello Biafra pochodzi od nazwy produktu spożywczego Jell-O i nazwy dotkniętego klęską głodu państwa Biafra. Założyciel niezależnej wytwórni płytowej Alternative Tentacles.

## Życiorys
Od dzieciństwa przejawiał zainteresowanie sprawami społeczno-politycznymi. Ogromny wpływ na jego postawę miało zabójstwo Johna F. Kennedy’ego, które widział w telewizji. Fanem rocka stał się, jak sam twierdzi, w 1965, kiedy jego rodzice przypadkowo ustawili radio na stację z muzyką rockową.
Pod koniec lat 70. pod wpływem koncertu Ramones zainteresował się punk rockiem. W 1978 odpowiedział na ogłoszenie zamieszczone przez East Bay Raya, który poszukiwał wokalisty do tworzonego zespołu punkowego. Tak powstał Dead Kennedys, który wywarł ogromny wpływ na muzykę niezależną lat 80. W 1979 Biafra zgłosił swoją kandydaturę na burmistrza San Francisco, przedstawiając prowokacyjny program wyborczy (m.in. zapowiedział przebranie polityków i biznesmenów w stroje klaunów). Zdobył ok. 4% głosów. W 1981 założył własną wytwórnię płytową Alternative Tentacles, zajmującą się wydawaniem i promowaniem szeroko pojętej muzyki alternatywnej.
Ożenił się 31 października 1981 z Theresą Soder, wokalistką punkowego zespołu The Situations. Ceremonia odbyła się na cmentarzu komunalnym w San Francisco, a ślubu udzielił wokalista zespołu Flipper, Bruce Loose. Małżeństwo zakończyło się rozwodem w 1986. Po słynnym procesie o obrazę moralności i rozwiązaniu Dead Kennedys, Biafra zajął się prowadzeniem Alternative Tentacles oraz wydawaniem płyt ze swoimi przemówieniami na tematy polityczne i społeczne (m.in. na temat swojego procesu). Udziela się też jako wokalista w rozmaitych projektach muzycznych, współtworzonych przez znanych muzyków z innych zespołów (np. wspólnie z Alem Jourgensenem z Ministry tworzy zespół Lard). Porusza się swobodnie w różnych stylach muzycznych, osadzonych w muzyce alternatywnej, od jazz-core’a, przez industrial do noise’a.
Nie stroni przy tym od prowokacji artystycznych, wymierzonych we własnych fanów, np. w 1994 nagrał wraz z Mojo Nixonem płytę w stylu country. Wtedy też zarzucano mu zdradę ideałów – wpływowy zine „Maximum Rock’n’Roll” odmówił w związku z tym zamieszczania reklam Alternative Tentacles. Biafra nazwał to zachowanie „punkowym fundamentalizmem”. Został też zaatakowany i ciężko pobity przez osoby, które określiły go jako „sprzedajną gwiazdę rocka”.
W 1998 odmówił reaktywowania Dead Kennedys, co zaowocowało wytoczeniem mu procesu przez pozostałych członków zespołu, w którym oskarżyli go m.in. o przywłaszczenie sobie praw autorskich do nagrań. Biafra zarzucał im natomiast używanie muzyki Dead Kennedys w celach komercyjnych, co uznał za sprzeczne z ideałami głoszonymi przez zespół (chodziło głównie o wykorzystanie piosenki „Holiday in Cambodia” w reklamie jednej z wielkich korporacji produkujących odzież). Ostatecznie zespół został reaktywowany w 2001 bez Biafry.
W 2000 Green Party wysunęła jego kandydaturę w wyborach na prezydenta USA.
Biafra określa swoje poglądy jako anarchistyczne, jednak uważa, że ludzkość nie jest jeszcze gotowa na taką organizację społeczeństwa.
Po raz pierwszy wystąpił w Polsce 1 lipca 2010 (jako Jello Biafra and The Guantanamo School of Medicine). Koncert miał miejsce w łódzkim klubie muzycznym Dekompresja.
W lipcu 2012 zagrał wraz z The Guantanamo School of Medicine na Jarocin Festiwal i został bardzo gorąco przyjęty przez publiczność, która żywiołowo reagowała na jego charyzmatyczne zapowiedzi poszczególnych utworów.

## Dyskografia

### Jako wokalista
- Fresh Fruit for Rotting Vegetables (1980, z Dead Kennedys)
- In God We Trust, Inc. (1981, z Dead Kennedys)
- The Witch Trials (1981, z projektem The Witch Trials)
- Plastic Surgery Disasters (1982, z Dead Kennedys)
- Frankenchrist (1985, z Dead Kennedys)
- Bedtime for Democracy (1986, z Dead Kennedys)
- Give Me Convenience or Give Me Death (1987, z Dead Kennedys)
- The Power of Lard (1989, z projektem Lard)
- Last Scream of the Missing Neighbors (1989, z D.O.A.)
- Last Temptation of Reid (1990, z projektem Lard)
- The Sky Is Falling and I Want My Mommy (1991, z Nomeansno)
- Tumor Circus (1991, ze Steel Pole Bath Tub)
- Prairie Home Invasion (1994, w duecie z Mojo Nixonem)
- Pure Chewing Satisfaction (1997, z projektem Lard)
- The Battle in Seattle (1999, z projektem No WTO Combo)
- 70s Rock Must Die (2000, z projektem Lard)
- Never Breathe What You Can’t See (2004, z Melvins)
- Sieg Howdy! (2005, z Melvins)
- Audacity Of Hype (2009, jako Jello Biafra And The Guantanamo School Of Medicine)
- Enhanced Methods of Questioning (2011, jako Jello Biafra And The Guantanamo School Of Medicine)
- White People and the Damage Done (2013, jako Jello Biafra And The Guantanamo School Of Medicine)
- Walk on Jindal's Splinters (2015, jako Jello Biafra and the New Orleans Raunch & Soul Allstars)
- Tea Party Revenge Porn (2020, jako Jello Biafra And The Guantanamo School Of Medicine)

### Płyty z przemówieniami
- No More Cocoons (1987)
- High Priest of Harmful Matter – Tales From the Trial (1989)
- I Blow Minds for a Living (1991)
- Beyond the Valley of the Gift Police (1994)
- If Evolution Is Outlawed, Only Outlaws Will Evolve (1998)
- Become the Media (2000)
- Machine Gun in the Clown’s Hand (2002)
- In The Grip Of Official Treason (2006)